# Daniel Salthenius
Daniel Salthenius (auch: Daniel Lorenz Salthenius, Salthen; * 16. März 1701 in Markim (Vallentuna) einem Dorf bei Stockholm; † 29. Januar 1750 in Königsberg) war ein schwedischer Pädagoge und evangelischer Theologe.

## Leben

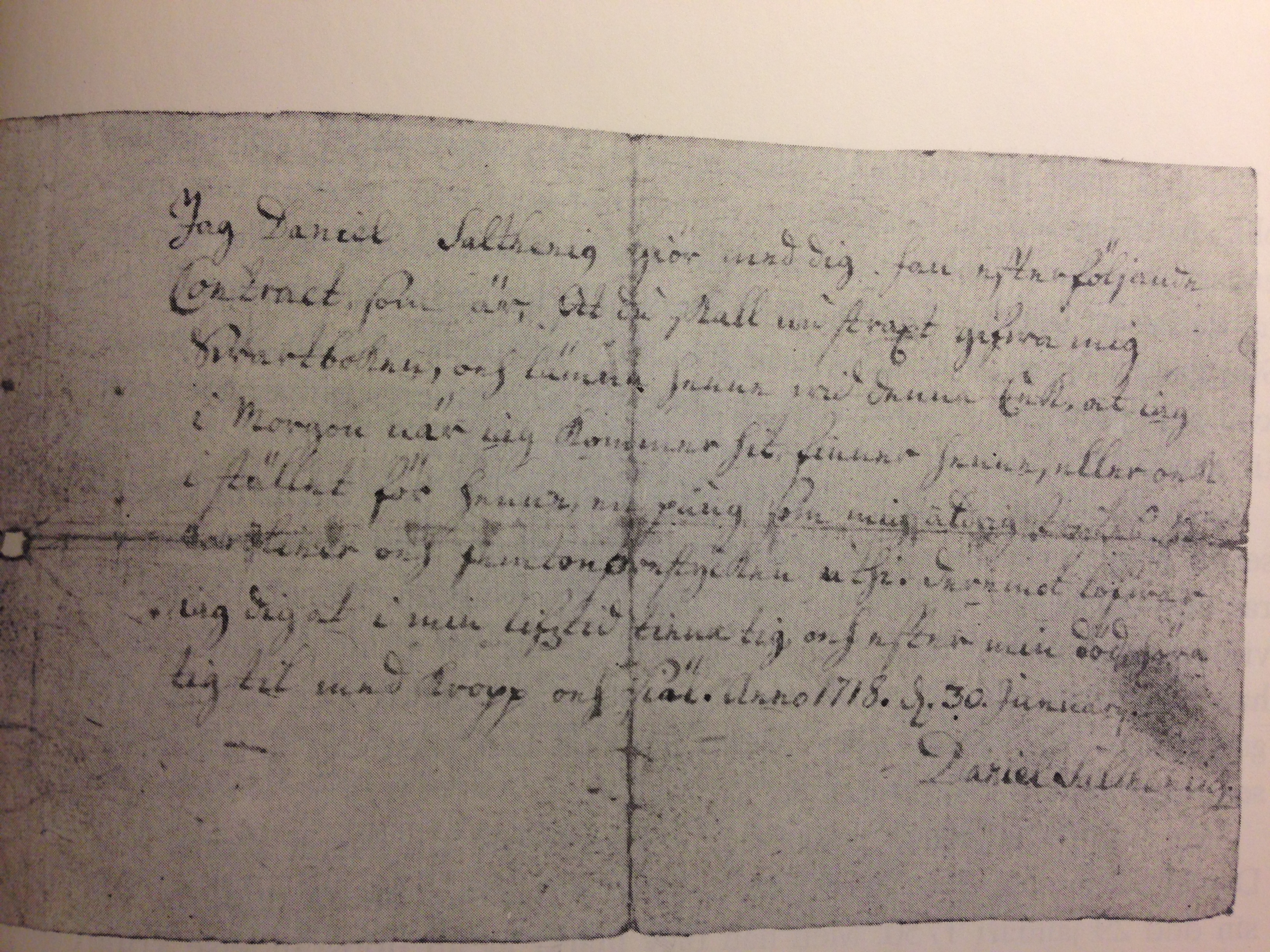
Vertrag mit dem Teufel vom 30. Januar 1718

Der Sohn des Predigers Lars Salthenius († 1734) hatte die erste Ausbildung vom Vater erhalten. Mit 13 Jahren bezog er die Universität Uppsala und soll in jenem Alter angeblich ein Bündnis mit dem Teufel geschlossen haben, so dass er immer eine volle Geldbörse haben sollte. 1719 unternahm er eine Bildungsreise, die ihn nach Deutschland führen sollte. Jedoch wurde er Opfer eines Überfalls und musste zwei Jahre lang in Göteborg sich als Lehrer von Kindern angesehener Familien seinen Lebensunterhalt verdienen.
1724 konnte er endlich seine Studien an der Universität Halle aufnehmen, wurde dort Lehrer am königlichen Pädagogium und 1728 Aufseher der lateinischen Schulen des Waisenhauses. Nachdem er 1729 den akademischen Grad eines Magisters erworben hatte, ging er als außerordentlicher Professor der Logik und Metaphysik an die Universität Königsberg. In Königsberg wurde er 1731 Rektor der Domschule in Kneiphof-Königsberg und 1732 außerordentlicher Professor. Nachdem er 1733 zum Doktor der Theologie promoviert wurde, wurde er ordentlicher Professor der Theologie an der Universität Königsberg.

## Werke
- Diss. de Articulis Smalcaldicis. Königsberg 1729
- Diss de finibus eorumque observatione & usu in Philos. Rationali. Königsberg 1730
- Diss. de Diaconis ... .1739
- Diss. de auctore Libri sapient. Philone potius Alexandrino, quem Seniore. 1739
- Historia Canonis Sacrique Textus N. Foederis Joanne Millio in Proegomenis ad N. T. tradita cum annotationibus. Königsberg 1733
- Progr. I & II de genuina lectione & vera explicatione dicti Rom. IX, 5. Christomachis oppositum. 1734 & 1735
- Progr. de fratibus Christi …. 1737
- Introduct. In omnes libros sacros, tum V. tum N. T. ad usum studiosae juventutis, cum praefat, de necessariis quibusdam studii exegetico- biblici subsidiis.